# イーチ
イーチ（2005年2月5日 - ）は、日本の歌手、俳優、タレントであり、男女混合グループONE LOVE ONE HEARTのメンバーである。
解散した男女混合グループDAN⇄JYOの元メンバー。
東京都出身。スターダストプロモーション第三事業部所属。

## 略歴
2018年8月29日、スターダストプロモーションの所属タレントによって結成された男女混合グループDAN⇄JYOの結成メンバーとしてEBiDANのライブイベント「EBiDAN THE LIVE 2018 ～Summer Party～」にてオープニングアクトとしてお披露目された。
2019年5月22日にYouTubeにて公開された『ストロベリーナイト・サーガ』（フジテレビ系列）のオープニングテーマとして使用されたロイ-RöE-「VIOLATION*」のMVに出演した。また同年10月26日にYouTubeにて公開されたロイ-RöE-「ひみつのアッコちゃん covered by ロイ-RöE-」のMVにも出演した。
2020年7月26日、『ワイドナショー』（フジテレビ系列）にワイドナティーンとして出演した。
2020年9月1日より1年間あずさ第一高等学校の2021年度版学校案内に起用された。
2020年12月31日、DAN⇄JYOが活動終了となった。
DAN⇄JYOの活動終了後、スターダストプロモーションとエイベックスによる初の共同プロジェクトとなる性別の枠を超えた「次世代進化系プロジェクト」オーディションをスタッフから紹介された。イーチは当時高校2年生になる直前くらいの時期であり、これが最後のチャンスだと思って人生を懸けて挑んだとインタビューにてのちに答えている。オーディションを受けた結果、2021年8月に合格を果たし、男性5人・女性5人の新グループの一員として選抜された。
2021年10月17日に渋谷区文化総合センター大和田 さくらホールにて開催された女・組長祭2021及び同年12月18日に山野ホールで開かれたALTERNATIVE MUSIC EXPRESS vol.3に出演した。
2022年1月28日、「次世代進化系プロジェクト」オーディション合格者によって結成された男女混合グループONE LOVE ONE HEARTの結成メンバーとして同日YouTubeにて公開されたONE LOVE ONE HEART初の動画となるStarting Dance Video「YOUTH」にてお披露目となった。
2023年4月7日に公開された映画『世界の終わりから』に出演した。

## 人物
- 両親が台湾出身でありイーチ自身は日本語と中国語が喋れる。中国語は日常会話レベルにあり[1]、家では中国語で会話している[13]。
- 趣味は歌を歌うことで高音域を得意としている[1]。
- 特技は水泳とダンスである[1]。
- 好きな食べ物はイチゴである[13]。
- 座右の銘は「無駄な経験なんて何も無い」である[14]。
- 2024年11月22日・23日に横浜BUNTAIにて開催されたSTARDUST THE PARTY 2024にONE LOVE ONE HEARTの一員として出演するにあたり、23日昼公演にてMBTI型別のユニットを作る関係で事前にMBTI診断をした結果ENFP（広報運動家型）であった[15]。しかし、11月23日公演当日の朝にMBTI診断を再度行ったところESFP（エンターテイナー型）と事前の結果とは変わっていた[16]。

## 出演
※グループでの出演、作品などは「ONE LOVE ONE HEART」、「DAN⇄JYO」を参照。

### テレビ
- 『ワイドナショー』 - ワイドナティーン（2020年7月26日、フジテレビ）[1]

### WEB
- クックパッドLive 「おにぎりサンド」（2020年12月30日配信、cookpadLive）[1]
- smash.オリジナルドラマシリーズスマホラー ｢ガチャる｣ - レナ 役（2021年6月25日配信、smash.）[1]
- WEBドラマ『すべての恋は片想いからはじまるっぽい』 9話 - 愛梨 役（2021年8月6日配信、YouTube）[1]

- UQモバイル×Popteen 恋愛ショートドラマ  『キミの青春へ、恋へ、エール』（2023年2月9日配信、TikTok）[17]

- スターダストチャンネル 『MUSICGLOBE ~Buzz the World~』 - 番組MC（YouTube）[18]

### 映画
- 『世界の終わりから』（2023年4月7日公開）[12]

### 舞台
- オノマトペ vol.1 - 神崎真奈美 役（2022年6月8日〜12日、CBGKシブゲキ!!）[1]

- オノマトペ vol.2 - 神崎真奈美 役（2022年11月3日〜6日、CBGKシブゲキ!!）[1]

### イベント
- 女・組長祭2021（2021年10月17日、渋谷区文化総合センター大和田 さくらホール）[8][注 1]
- ALTERNATIVE MUSIC EXPRESS vol.3（2021年12月18日、山野ホール） - オープニングアクト[9]

### MV
- ロイ-RöE-「VIOLATION*」（2019年5月22日公開）[2][19]
- ロイ-RöE-「ひみつのアッコちゃん covered by ロイ-RöE-」（2019年10月26日公開）[3][20]

### その他
- あずさ第一高等学校 2021年度版学校案内（2020年9月1日 - 2021年8月31日）[1]